# Малозалесье
Малозалесье (укр. Малозалісся) — село в Каменец-Подольском районе Хмельницкой области Украины.
Население по переписи 2001 года составляло 135 человек. Почтовый индекс — 32323. Телефонный код — 3849. Занимает площадь 3,52 км².

## История
В 1946 г. указом ПВС УССР село Малые Армяне переименовано в Малозалесье.

## Местный совет
32323, Хмельницкая обл., Каменец-Подольский р-н, с. Великозалесье